# Hlavatce, České Budějovice
Hlavatce là một làng thuộc huyện České Budějovice, vùng Jihočeský, Cộng hòa Séc.